# Aeropuerto de Capurganá
El Aeropuerto Narciza Navas de Capurganá (IATA: CPB, OACI: SKCA) es un aeropuerto regional ubicado en el corregimiento de Capurganá, municipio de Acandí en el departamento de Chocó en Colombia. Inicio operaciones regionales en 1974 gracias al impulso de la Señora Narciza Navas dando así al inicio a las operaciones ecoturísticas de la región. Desafortunadamente la operación de líneas comerciales cesó en agosto del 2013 pues algunos aviones STOL que cubrían la ruta llegaron a su máximo de horas de vuelo y no fueron renovados por la aerolínea que los operaba. Actualmente el aeropuerto, solo recibe vuelos chárter por parte de las aerolíneas searca, TAC y Aeropaca. Al igual que vuelos privados y militares.

## Aerolíneas y destinos
- Searca
  - Medellín / Aeropuerto Olaya Herrera                (Chárter)
- TAC Colombia
  - Medellín / Aeropuerto Olaya Herrera                (Chárter)
- Aeropaca
  - Medellín / Aeropuerto Olaya Herrera                (Chárter)

## Aerolíneas que cesaron operación
- ACES Colombia
  - Medellín / Aeropuerto Olaya Herrera

- Aerolínea de Antioquia
  - Medellín / Aeropuerto Olaya Herrera

- SAM
  - Cartagena de Indias / Aeropuerto Internacional Rafael Núñez
  - Medellín / Aeropuerto Olaya Herrera